# Marknadens soldat
Marknadens soldat är ett den svenska reggaegruppen Helt Off's tredje studioalbum, utgivet 2010.
Låten "Tillsammans" släpptes som singel ungefär en månad innan albumet fanns på skivhyllorna.

## Spår
1. Fogden kommer (5.20)
2. Monstret (4.53)
3. Tillsammans (4.59)
4. Snåljåp (4.02)
5. Mediakåt (4.08)
6. Maktspel (4.21)
7. Falla tu (4.43)
8. Jag vill bara (4.17)
9. Full kontroll' (3.59)
10. Marknadens soldat (4.55)